# Гојко Суботић
Гојко Суботић (Босанска Градишка, 11. август 1931) српски је историчар уметности, академик и научни саветник Византолошког института САНУ.

## Биографија
Рођен је у Босанској Градишки 11. августа 1931. године, где је провео детињство и похађао основну школу до избијања рата (1941). Ниже разреде гимназије је завршио у Београду и родном месту (1946), а више у Бањој Луци (1950). На Филозофском факултету у Београду студирао је историју уметности и дипломирао (1955). Након одслужења војне обавезе, током јесени 1956. године, радио је у стручним екипама на теренском истраживању и ископавањима у источној Србији, а затим у Публицистичко-издавачком заводу Југославија. Априла 1957. године је на матичној катедри уписао постдипломске студије и марта 1959. године одбранио магистарски рад са темом Везе између српског средњовековног сликарства и књижевности. У јуну исте године изабран је за асистента на Одељењу за историју уметности. Након одбране докторске дисертације Охридска сликарска школа XV века, 1974. године изабран је за доцента на предмету Историја уметности југословенских народа средњег века. Јануара 1978. године је прешао на дужност директора Музеја примењене уметности у Београду. Од октобра 1979. године до пензије, августа 1998. године, радио је у Византолошком институту Српске академије наука и уметности. Био је, истовремено, дугогодишњи сарадник Института за историју уметности Филозофског факултета у Београду, где је две године обављао и дужност управника. За дописног члана САНУ изабран је 27. октобра 1994. године, a 2003. за редовног члана. Од 1997. до 2000. године био је директор Галерије Српске академије наука и уметности.
У научним истраживањима посветио се проучавању српске уметности средњега века и њеним везама са Византијом и Западом, као и уметничком наслеђу Балкана у време турске власти. У овим истраживањима значајно место заузимају студије о споменицима XIV века у Светој гори, метеорима, Водену, Касторији, Охриду и др. Недавно је објавио и преглед уметничког стварања на Косову и Метохији у XIII и XIV веку, где су представљена монументална архитектонска здања са својим пластичним украсом и богатим зидним сликарством. Упоредо са историјско-уметничком и историјском анализом балканског наслеђа, посебну пажњу је посветио епиграфској грађи који данас чини замашан корпус и представља основу не само за темељно познавање споменика од XI до XVIII века и услова у којима су они настајали него и драгоцени извор сазнања за историју, филологију, палеографију, помоћне историјске науке и др.

## Награде и признања
Добитник је Октобарске награде града Београда (1981), награде за културу Вукове задужбине (1999) и више других признања за стручни рад у служби заштите споменика културе. Синод Српске православне цркве доделио му је Орден Светога Саве првог реда (1998), а Номархион Атике са градом Атином почасну титулу Амбасадора хеленизма (1999). Добитник је награде „Михаило Миша Ђорђевић“, за књигу Terra Sacra (2000).
Почасни је члан Хришћанског археолошког друштва у Атини (1998).
Новембра 2023. додељена му је Медаља САНУ.

## Одабрана дела
- Суботић, Гојко; Максимовић, Љубомир (2012). „Свети Сава и подизање Милешеве” (PDF). Византијски свет на Балкану. 1. Београд: Византолошки институт. стр. 97—109. Архивирано из оригинала (PDF) 12. 03. 2021. г. Приступљено 19. 12. 2022.
- Суботић, Гојко (2012). „Најстарији израз култа кнеза Лазара у зидном сликарству”. Глас САНУ. 420 (16): 115—124.
- Суботић, Гојко; Миљковић, Бојан; Шпадијер, Ирена; Тот, Ида (2015). Натписи историјске садржине у зидном сликарству. 1. Београд: Византолошки институт.
- Суботић, Гојко (2015). „Преписка молдавског војводе Стефана Великог и Охридског архиепископа Доротеја: Побуде и време настанка”. Зборник радова у част академику Десанки Ковачевић Којић. Бања Лука: АНУРС. стр. 103—134.
- Суботић, Гојко (2015). „Припрата Саборне цркве у Кареји почетком XVI века”. Περίβολος: Зборник у част Мирјане Живојиновић. 2. Београд: Византолошки институт. стр. 457—467.
- Суботић, Гојко (2018). „Ко су биле монахиње Јефимија и Евпраксија из натписа на плаштаници манастира Путне?”. Глас САНУ. 428 (18): 51—62.
- Суботић, Гојко; Миљковић, Бојан; Дудић, Никола (2019). Натписи манастира Хиландара. 1. Београд: САНУ.
- Суботић, Гојко; Сузуки, Мићитака (2020). Манастир Светог Јована Претече у Јашуњи. Београд: САНУ.